# Adriana Fernández
Adriana Fernández Miranda (ur. 4 kwietnia 1971 w mieście Meksyk) – meksykańska lekkoatletka specjalizująca się w biegach długodystansowych. Czterokrotna mistrzyni igrzysk panamerykańskich, złota medalistka mistrzostw Ameryki Środkowej i Karaibów oraz mistrzostw ibero-amerykańskich, medalistka igrzysk Ameryki Środkowej i Karaibów. Czterokrotna uczestniczka lekkoatletycznych mistrzostw świata oraz trzykrotna olimpijka (Atlanta, Sydney, Ateny).

## Przebieg kariery
W 1993 roku uczestniczyła w mistrzostwach Ameryki Środkowej i Karaibów, na których otrzymała tytuły wicemistrzowskie w konkurencjach biegu na 1500 i 3000 m. W tymże roku została również srebrną medalistką igrzysk Ameryki Środkowej i Karaibów w konkurencji biegu na dystansie 3000 m. Dwa lata później wywalczyła kolejne dwa medale mistrzostw Ameryki Środkowej i Karaibów oraz złoty medal igrzysk panamerykańskich (w konkurencji biegu na 5000 m rezultatem czasowym 15:46,32 ustanowiła nowy rekord igrzysk). Brała udział w rozgrywanych w Göteborgu mistrzostwach świata, w ramach których startowała wyłącznie w konkurencji biegu na 5000 m i zakończyła występ w fazie eliminacji.
W 1996 roku wystąpiła na igrzyskach olimpijskich w Atlancie, w ich ramach startowała w konkurencji maratonu. Zawody ukończyła z czasem 2:44:23, z którym uplasowała się na 51. miejscu.
Nie powiodły się jej także starty na mistrzostwach globu w Atenach. Zarówno w konkurencji biegu na 5000, jak i 10 000 m odpadła w eliminacjach, zajmując dalekie miejsca (odpowiednio 11. i 14.) w grupie. W 1998 roku została dwukrotną medalistką igrzysk Ameryki Środkowej i Karaibów, w konkurencji biegu na 10 000 m zdobyła złoty medal i czasem 34:06,16 ustanowiła nowy rekord igrzysk. Rok później obroniła tytuł mistrzyni igrzysk panamerykańskich.
Na igrzyskach olimpijskich w Sydney też startowała w konkurencji maratonu. Bieg ten ukończyła w czasie 2:30:51, z którym zajęła 16. miejsce w końcowej klasyfikacji.
W 2002 roku została złotą medalistką mistrzostw ibero-amerykańskich, natomiast rok później w konkurencji biegu na 5000 i 10 000 m otrzymała złoty medal igrzysk obu Ameryk.
Podczas rozgrywanych w Atenach igrzysk olimpijskich startowała w konkurencji biegu na 10 000 m. Zmagania ukończyła na 23. miejscu z rezultatem czasowym 32:29,57.
W 2010 roku otrzymała czwarty i ostatni medal igrzysk Ameryki Środkowej i Karaibów (brąz w konkurencji biegu na 5000 m). Ostatni start zawodniczki w zawodach lekkoatletycznych odbył się 28 listopada 2010 roku podczas krajowych zawodów w półmaratonie w Monterrey, które Meksykanka ukończyła na 3. miejscu.

## Osiągnięcia
| Rok     | Zawody                                   | Miasto        | Miejsce | Konkurencja      | Wynik    |
| ------- | ---------------------------------------- | ------------- | ------- | ---------------- | -------- |
| 1993    | Mistrzostwa Ameryki Środkowej i Karaibów | Cali          | srebro  | bieg na 1500 m   | 4:27,16  |
| 1993    | Mistrzostwa Ameryki Środkowej i Karaibów | Cali          | srebro  | bieg na 3000 m   | 9:34,73  |
| 1993    | Igrzyska Ameryki Środkowej i Karaibów    | Ponce         | srebro  | bieg na 3000 m   | 9:18,93  |
| 1995    | Igrzyska panamerykańskie                 | Mar del Plata | złoto   | bieg na 5000 m   | 15:46,32 |
| 1995    | Mistrzostwa Ameryki Środkowej i Karaibów | Gwatemala     | srebro  | bieg na 1500 m   | 4:31,84  |
| 1995    | Mistrzostwa Ameryki Środkowej i Karaibów | Gwatemala     | złoto   | bieg na 5000 m   | 16:34,3h |
| 1995    | Mistrzostwa świata                       | Göteborg      | 10. H   | bieg na 5000 m   | 15:46,89 |
| 1995    | Uniwersjada                              | Fukuoka       | 4.      | bieg na 5000 m   | 15:46,45 |
| 1996    | Igrzyska olimpijskie                     | Atlanta       | 51.     | maraton          | 2:44:23  |
| 1997    | Mistrzostwa świata                       | Ateny         | 11. H   | bieg na 5000 m   | 15:41,55 |
| 1997    | Mistrzostwa świata                       | Ateny         | 14. H   | bieg na 10 000 m | 33:40,09 |
| 1998    | Igrzyska Ameryki Środkowej i Karaibów    | Maracaibo     | srebro  | bieg na 5000 m   | 16:44,60 |
| 1998    | Igrzyska Ameryki Środkowej i Karaibów    | Maracaibo     | złoto   | bieg na 10 000 m | 34:06,16 |
| 1999    | Igrzyska panamerykańskie                 | Winnipeg      | złoto   | bieg na 5000 m   | 15:56,57 |
| 1999    | Mistrzostwa świata                       | Sewilla       | 6. H    | bieg na 5000 m   | 15:37,79 |
| 2000    | Igrzyska olimpijskie                     | Sydney        | 16.     | maraton          | 2:30:51  |
| 2000    | Mistrzostwa świata w półmaratonie        | Veracruz      | DNF     | półmaraton       | N/A      |
| 2002    | Mistrzostwa ibero-amerykańskie           | Gwatemala     | złoto   | bieg na 5000 m   | 16:25,25 |
| 2003    | Igrzyska panamerykańskie                 | Santo Domingo | złoto   | bieg na 5000 m   | 15:30,65 |
| 2003    | Igrzyska panamerykańskie                 | Santo Domingo | złoto   | bieg na 10 000 m | 33:16,05 |
| 2003    | Mistrzostwa świata                       | Paryż         | DNS     | bieg na 10 000 m | N/A      |
| 2004    | Igrzyska olimpijskie                     | Ateny         | 23.     | bieg na 10 000 m | 32:29,57 |
| 2010    | Igrzyska Ameryki Środkowej i Karaibów    | Mayagüez      | brąz    | bieg na 5000 m   | 16:28,65 |
| Źródło: |                                          |               |         |                  |          |

W 1999 roku została mistrzynią kraju w biegu na 1500 m, natomiast trzy lata później wywalczyła złoty medal mistrzostw Meksyku w konkurencji biegu na 5000 m.

## Rekordy życiowe
- bieg na 800 m – 2:12,79 (15 sierpnia 1999, La Chaux-de-Fonds)
- bieg na 1500 m – 4:15,96 (14 czerwca 2003, Xalapa)
- bieg na 3000 m – 8:53,53 (25 czerwca 2000, Portland)
- bieg na 5000 m – 15:04,32 (17 maja 2003, Portland)
- bieg na 10 000 m – 31:10,12 (1 lipca 2000, Brunswick)
- chód na 5 km – 15:36 (27 października 2002, Chula Vista)
- chód na 10 km – 32:32 (8 czerwca 2002, Nowy Jork)
- półmaraton – 1:09:28 (9 marca 2003, Kyoto)
- maraton – 2:24:08 (18 kwietnia 1999, Londyn)

Źródło: 